# Champagnat (Saona y Loira)
 Champagnat  es una población y comuna francesa, en la región de Borgoña, departamento de Saona y Loira, en el distrito de Louhans y cantón de Cuiseaux.

## Demografía
| 483 | 533 | 512 | 508 | 497 | 484 |
| Para los censos de 1962 a 1999 la población legal corresponde a la población sin duplicidades (Fuente: INSEE [Consultar]) |     |     |     |     |     |